# 弁天島 (阿南市)
弁天島（べんてんじま）は、徳島県阿南市にある島である。市内に、同名の島が少なくとも3箇所存在する。

## 地理

### 橘町の弁天島
阿南市橘町、橘湾に位置。表弁天島と呼ばれる。周囲約120m、標高17m。砂岩と頁岩の互層からなる。
熱帯性植物のアコウの自生する北限域として学術上注目され、1922年（大正11年）3月8日に弁天島熱帯性植物群落として国の天然記念物に指定された。

### 福井町の弁天島
阿南市福井町、小勝島南西にある。裏弁天島と呼ばれる。

### 伊島町の弁天島
阿南市伊島町、伊島北西にある。